# The Greatest Hits - Volume 2: 20 More Good Vibrations
The Greatest Hits - Volume 2: 20 More Good Vibrations è una compilation del gruppo musicale statunitense The Beach Boys, pubblicata il 21 settembre 1999 dalla Capitol Records.

## Tracce
Testi e musiche di Brian Wilson e Mike Love, eccetto dove indicato.
1. In My Room – 2:11 (Brian Wilson, Gary Usher)
2. The Warmth of the Sun – 2:50
3. Don't Worry Baby – 2:50 (Brian Wilson, Roger Christian)
4. All Summer Long – 2:06
5. Wendy – 2:23
6. Little Honda – 1:50
7. When I Grow Up (To Be a Man) – 2:02
8. Please Let Me Wonder – 2:45
9. You're So Good to Me – 2:14
10. The Little Girl I Once Knew – 2:36
11. Caroline, No – 2:17 (Brian Wilson, Tony Asher)
12. Heroes and Villains – 3:37 (Brian Wilson, Van Dyke Parks)
13. Wild Honey – 2:37
14. Darlin' – 2:12
15. Friends – 2:30 (Brian Wilson, Dennis Wilson, Carl Wilson, Alan Charles Jardine)
16. Do It Again – 2:18
17. Bluebirds over the Mountain – 2:51 (Ersel Hickey)
18. I Can Hear Music – 2:38 (Jeff Barry, Ellie Greenwich, Phil Spector)
19. Break Away – 2:55 (Brian Wilson, Reggie Dunbar)
20. Cotton Fields – 3:04 (Huddie William Ledbetter)

## Classifiche
| Classifica (2000) | Posizione massima |
| ----------------- | ----------------- |
| Stati Uniti       | 192               |